# Mauro Parmeggiani
Mauro Parmeggiani (n. Reggio Emilia, Emilia-Romaña, Italia, 5 de julio de 1961) es un obispo católico italiano.
En 1993, el papa Juan Pablo II le otorgó el título de Capellán de Su Santidad.
Actualmente desde 2008 tras ser nombrado por Benedicto XVI, ocupa el cargo de Obispo de la Diócesis de Tívoli.

## Biografía
Nacido en la comuna italiana de Reggio Emilia de la Región de Emilia-Romaña, el día 5 de julio de 1961.
Cuando era joven descubrió su vocación religiosa y decidió entrar al Seminario de su diócesis natal "Reggio Emilia-Guastalla", en el que realizó su formación eclesiástica y finalmente el día 18 de octubre de 1985 fue ordenado sacerdote por el entonces obispo diocesano Mons. Gilberto Baroni.
Tras su ordenación inició su ministerio pastoral en su diócesis natal.
Años más tarde después de la celebración del Sínodo diocesano, el 1 de junio de 1993, el papa Juan Pablo II le concedió el título honorífico de Capellán de Su Santidad.
El 1 de septiembre de ese año, fue designado director del Servicio Diocesano para el Departamento de la Juventud en Roma y también comenzó a dirigir la nueva oficina del prelado secretario del vicariato.
A partir del 25 de noviembre de 1996, por consentimiento eclesiástico pasó a ser incardinado en la diócesis de Roma.
Actualmente desde el 3 de julio de 2008, tras haber sido nombrado por el papa Benedicto XVI, es el nuevo obispo de la diócesis de Tívoli.
Tras ser ascendido a obispo, eligió como lema la frase: "Aperite Portas Redemptori" (en latín).
Recibió la consagración episcopal el día 20 de ese mismo mes, en la Archibasílica de San Juan de Letrán, a manos de su consagrante principal el cardenal Camillo Ruini (del cual ha sido su secretario privado) y teniendo como coconsagrantes al también cardenal Agostino Vallini y al arzobispo y predecesor en este cargo Mons. Giovanni Paolo Benotto.
Por decreto del 23 de mayo de 2012, el Consejo Episcopal Permanente de la Conferencia Episcopal Italiana (CEI), lo nombró asistente Eclesiástico de la Confederación Nacional de Cofradías de las Diócesis de Italia y miembro de la Comisión episcopal de la juventud, familia y vida.

## Título
| Distinción              | Período            | Lugar               | Otorgado por  |
| ----------------------- | ------------------ | ------------------- | ------------- |
| Capellán de Su Santidad | 1 de junio de 1993 | Ciudad del Vaticano | Juan Pablo II |